# تیم ملی والیبال زنان تاجیکستان
تیم ملی والیبال زنان تاجیکستان (انگلیسی: Tajikistan women's national volleyball team) تیم ملی والیبال مختص زنان تاجیکستانی است که به عنوان نماینده تاجیکستان در رقابت‌های رسمی و دوستانه با حریفان به رقابت می‌پردازند.